# 曾昭奋
曾昭奋（1935年2月—2020年10月19日），广东潮州人，中国建筑评论家。曾任清华大学建筑系编审，《世界建筑》杂志主编，《圆明园》编委,《建筑与城市》编委，中国建筑学会会员，中国圆明园学会理事。

## 生平
1935年2月出生于广东省潮安县砂陇曾厝（现彩塘镇）的一个世代华侨家庭。他的先辈是赴南洋卖苦力的华侨。他的少年时代在家乡度过。1952年毕业于潮安第二中学，1955年毕业于汕头市金山中学。同年考入华南工学院建筑学系建筑学专业，期间参加过《建筑理论与实践》杂志的编辑出版工作。1960年大学毕业后分配至北京清华大学建筑系担任助教。文化大革命期间，他因支持蒯大富、反对四一四，而被关押。1969年随同事到江西省鄱阳湖鲤鱼洲的清华大学试验农场劳动2年。1985年至1995年担任《世界建筑》杂志主编。兼任《圆明园》编委，《岭南建筑丛书》《特区建筑》主编，《世界建筑导报》顾问，香港《建筑与城市》特约编委。2020年10月19日在北京逝世。

## 观点
他提倡建筑形式随社会生活、生产和技术的发展而创新，提倡现代主义的创作思想，反对固步自封和铺张浪费的复古主义创作潮流。在如何保护“文化古都”北京的问题上，他认为首都不是一件老古董，也不应成为一个维护和展示旧风貌的历史博物馆。它应该是一个充满活力、不断充实、不断发展的有机体。没有变化和创新，就没有明天北京的地位。

## 出版物
- 曾昭奋. . 天津: 天津大学出版社. 2018. ISBN 978-7-5618-6035-9.
- 曾昭奋. . 天津: 天津大学出版社. 2015. ISBN 978-7-5618-5407-5.
- 曾昭奋. . 北京: 生活·读书·新知三联书店. 2013. ISBN 978-7-108-04497-6.
- 何重义; 曾昭奋. . 北京: 中国大百科全书出版社. 2010. ISBN 978-7-5000-8404-4.
- 曾昭奋. . 北京: 清华大学出版社. 2004. ISBN 7-302-08323-1.
- 曾昭奋 (编). . 广州: 暨南大学出版社. 2004. ISBN 7-81079-459-0.
- 何重义; 曾昭奋. . 北京: 科学出版社. 1995. ISBN 7-03-000202-4.
- 何重义; 曾昭奋. . 北京: 北京出版社. 1990. ISBN 7-200-01278-5.
- 曾昭奋. . 当代建筑·城市设计·技术美学丛书. 天津: 天津科学技术出版社. 1989. ISBN 7-5308-0692-0.
- (美)戈德伯格. . 当代建筑·城市设计·技术美学丛书. 由黄新范; 曾昭奋翻译. 天津: 天津科学技术出版社. 1987. ISBN 7-5308-0222-4.